# 1982년 삼성 라이온즈 시즌
1982년 삼성 라이온즈 시즌은 KBO 리그에서 프로 야구단 삼성 라이온즈의 1982년 시즌을 일컫는다. 한국 프로 야구가 처음 시작된 시즌으로서 삼성 라이온즈의 초대 감독에는 서영무가 부임하였지만 코치 섭외 문제 때문에 어려움을 겪었는데 김성근 조창수 유백만 등이 거론됐으나 모두 다른 팀에서 가로채간 상태라 불발되자 프런트를 통해 임신근(서영무 감독의 경북고 야구부 시절 제자)과 우용득(서영무 감독의 대구상고 후배)을 코치로 간신히 영입했고 이 과정에서 갈등의 조짐(경북고-대구상고 파벌로 나뉘어짐)이 시작됐으며 서영무 감독의 경북고 야구부 시절 제자 남우식에게도 투수코치 제안이 갔었다. 6개 구단이 참가한 첫 시즌, 삼성 라이온즈는 전기 리그에서 2위, 후기 리그에서 1위를 하였고, 전기 리그 1위 구단인 OB 베어스와 한국시리즈를 치렀다. 7전 4선승제의 한국시리즈에서 삼성 라이온즈는 OB 베어스에게 1승 1무 4패로 패하면서 최종 2위, 준우승으로 1982 시즌을 마감하였다.

## 원년 선수 구성
삼성 라이온즈의 창단 구성원으로서 첫 시즌 뛴 선수는 다음과 같다.
- 선발투수: 권영호, 이선희, 성낙수
- 구원투수: -
- 마무리투수: 황규봉, 박영진
- 포수: 이만수, 박정환, 손상득, 손상대
- 1루수: 함학수
- 2루수: 배대웅, 천보성
- 유격수: 오대석
- 3루수: 김한근, 서정환
- 좌익수: 허규옥, 박찬
- 중견수: 정구왕
- 우익수: 장태수, 김휘욱
- 지명타자: 정현발, 임신근, 송진호

## 통계
| # | 선수   | 경기 | 이닝  | 승 | 구원승 | 패 | 세이브 | 홀드 | 삼진 | 방어율 |
| - | ------ | ---- | ----- | -- | ------ | -- | ------ | ---- | ---- | ------ |
| 1 | 권영호 | 32   | 178.2 | 15 | 4      | 5  | 2      | 0    | 72   | 2.37   |
| 2 | 황규봉 | 47   | 222.1 | 15 | 8      | 11 | 11     | 0    | 99   | 2.47   |
| 3 | 성낙수 | 28   | 125   | 8  | 7      | 3  | 2      | 0    | 56   | 2.81   |
| 4 | 이선희 | 38   | 167   | 15 | 4      | 7  | 1      | 0    | 73   | 2.91   |

| # | 선수   | 경기 | 타수 | 안타 | 2루타 | 3루타 | 홈런 | 타율  |
| - | ------ | ---- | ---- | ---- | ----- | ----- | ---- | ----- |
| 1 | 장태수 | 64   | 214  | 72   | 15    | 3     | 3    | 0.336 |
| 2 | 이만수 | 78   | 270  | 78   | 16    | 1     | 13   | 0.289 |
| 3 | 오대석 | 72   | 258  | 73   | 15    | 1     | 4    | 0.283 |
| 4 | 함학수 | 73   | 261  | 68   | 14    | 2     | 7    | 0.261 |
| 5 | 배대웅 | 71   | 235  | 54   | 9     | 0     | 5    | 0.230 |

| 부문            | 선수                   | 기록  |
| --------------- | ---------------------- | ----- |
| 승리(W)         | 권영호, 이선희, 황규봉 | 15    |
| 평균자책(ERA)   | 권영호                 | 2.37  |
| 선발승          | 권영호, 이선희         | 11    |
| 탈삼진(SO)      | 황규봉                 | 99    |
| 세이브(SV)      | 황규봉                 | 11    |
| 승률(WPCT)      | 권영호                 | 0.750 |
| 경기(G)         | 황규봉                 | 47    |
| 선발(GS)        | 이선희                 | 22    |
| 이닝            | 황규봉                 | 222.1 |
| 완투            | 황규봉                 | 8     |
| 완봉            | 권영호, 이선희         | 3     |
| 승리기여도(WAR) | 황규봉                 | 8.62  |

| 부문            | 선수           | 기록  |
| --------------- | -------------- | ----- |
| 타율(AVG)       | 장태수         | 0.336 |
| 홈런(HR)        | 이만수         | 13    |
| 타점(RBI)       | 이만수, 함학수 | 51    |
| 득점(R)         | 오대석         | 48    |
| 안타(H)         | 이만수         | 78    |
| 출루율(OBP)     | 장태수         | 0.454 |
| 장타율(SLG)     | 장태수         | 0.477 |
| 도루(SB)        | 장태수         | 34    |
| OPS             | 장태수         | 0.931 |
| 경기(G)         | 이만수         | 78    |
| 타석            | 이만수         | 322   |
| 2루타           | 이만수         | 16    |
| 3루타           | 장태수         | 3     |
| 볼넷            | 이만수         | 46    |
| 사구            | 박정환, 장태수 | 5     |
| 희생타          | 김한근         | 9     |
| 승리기여도(WAR) | 이만수         | 4.12  |

- 투수, 타자 순위는 규정 이닝 또는 규정 타석을 채운 선수들만 표시

## 정규 시즌
한국 프로 야구 원년 개막전이 1982년 3월 27일 서울 동대문 야구장에서 열렸으며, 삼성 라이온즈와 MBC 청룡 간의 대결이 펼쳐졌다. 그 경기에서 삼성 라이온즈의 이만수가 한국 프로 야구 역사상 첫 안타, 첫 타점, 첫 홈런을 기록한 선수가 되었다.
1982 시즌 동안 삼성 라이온즈의 관중이 총 330,467명으로 집계되면서 리그 1위를 기록하였다.

### 정규 시즌 성적
| 전기 리그 성적 - 경기수: 40 - 승: 26 - 무: 0 - 패: 14 - 승률: 0.650 - 순위: 2위 | 후기 리그 성적 - 경기수: 40 - 승: 28 - 무: 0 - 패: 12 - 승률: 0.700 - 순위: 1위 | 통합 성적 - 경기수: 80 - 승: 54 - 무: 0 - 패: 26 - 승률: 0.675 - 순위: 1위 |

## 올스타전
- 올스타 선발: 이만수 (포수), 배대웅 (2루수), 오대석 (유격수), 장태수 (외야수), 정구왕 (외야수)
- 올스타전 추천선수: 권영호, 황규봉, 허규옥

## 한국시리즈
삼성 라이온즈는 정규 시즌의 전기 리그에선 2위를 했으나 후기 리그에서 1위를 함으로써 전기 리그 1위 팀인 OB 베어스와 한국시리즈를 치렀다.
전기 리그 1위 팀의 홈 구장인 대전 한밭 야구장에서 10월 5일 한국시리즈 1차전이 열렸고, 양팀이 치열한 접전을 벌인 끝에 연장 15회까지 갔음에도 결국 승부를 결정 짓지 못하고 3 : 3 무승부로 끝이 났다. 1차전 6회초, 삼성의 함학수는 2점짜리 홈런을 침으로써 한국 프로 야구 역사상 첫 한국시리즈 홈런을 기록한 선수가 되기도 했다.
한국시리즈 2차전은 후기 리그 2위 팀의 홈 구장인 대구 시민 야구장에서 바로 그 다음날인 6일에 열렸다. 이 경기에서 삼성은 대거 9득점을 올렸고, 이선희의 호투로 OB 베어스의 공격을 0실점으로 막음으로써 대승을 거두었다.
3차전부터는 중립 구장인 서울의 동대문 야구장에서 열렸다. 2차전이 끝난 뒤 하루 쉬고 10월 8일에 3차전이 치러졌다. 이때만 해도 대다수의 전문가들은 삼성이 초대 우승 구단이 될 것이라 예상을 했다. 하지만 3차전에서 접전 끝에 삼성이 2점차로 패하였고, 이 경기를 기점으로 OB 베어스는 내리 연승을 하여 초대 우승 구단이 되었는데 삼성은 4차전 끝날 무렵 1차전(두 번째 투수), 3차전(두 번째 투수)에 이어 3경기째 등판한(두 번째 투수) 황규봉의 부친이 위독하다는 연락을 받았으며 황규봉이 자리를 비운 뒤 다음 경기부터 던질 투수가 마땅치 않아 1차전(세 번째 투수), 2차전(선발)에 이어 3번째 등판한  4차전 선발 이선희가 자원하여 5차전 구원, 6차전 선발로 등판했으나  모두 패배하는 아픔을 맛봐야 했고 황규봉은  시리즈 종료 몇 주 뒤에 부친상을 당했다.
허리 부상이 심했던 OB 베어스의 에이스 투수 박철순이 발휘한 투혼과 6차전 김유동의 만루 홈런이 결정적이었으며, 삼성 라이온즈는 OB 베어스보다 선수 자원이 좀 더 풍부한 편이었으나 시리즈 도중에도 음주-포커판을 벌인 데다 박철순 같은 슈퍼에이스를 보유하지 못하여 OB 베어스의 저력에 결국 밀리고 말았으며 이 과정에서 임신근 투수코치가 우승 책임의 실패에 맞춰 시즌 후 팀을 떠나야 했다.
| 순차 | 월 / 일 | 경기장             | 원정 구단 점수  | 홈 구단 점수    | 승패 |
| ---- | ------- | ------------------ | --------------- | --------------- | ---- |
| 1    | 10 / 05 | 대전 한밭 야구장   | 삼성 라이온즈 3 | 3 OB 베어스     | 무   |
| 2    | 10 / 06 | 대구 시민 야구장   | OB 베어스 0     | 9 삼성 라이온즈 | 승   |
| 3    | 10 / 08 | 서울 동대문 야구장 | 삼성 라이온즈 3 | 5 OB 베어스     | 패   |
| 4    | 10 / 09 | 서울 동대문 야구장 | OB 베어스 7     | 6 삼성 라이온즈 | 패   |
| 5    | 10 / 10 | 서울 동대문 야구장 | 삼성 라이온즈 4 | 5 OB 베어스     | 패   |
| 6    | 10 / 12 | 서울 동대문 야구장 | OB 베어스 8     | 3 삼성 라이온즈 | 패   |

## 타이틀
- 오대석 - 골든 글러브 유격수 부문.
- 황규봉 - 세이브 1위 (11 세이브) 겸 최우수 구원상 (11세이브 + 8구원승 = 19 세이브 포인트)

- 컴투스프로야구 80년대 삼성 라이온즈 라인업: 황규봉 (선발투수), 성낙수 (중계투수)
- 컴투스프로야구 KBO 원년 라인업: 이선희 (선발투수), 황규봉 (구원투수), 권영호 (구원투수), 이만수 (포수), 오대석 (유격수)

## 여담
- 임신근과 우용득은 플레잉코치로 입단하여 KBO 리그 역대 최초의 플레잉코치가 되었다. 실제로 임신근은 1982년, 우용득은 1983년에 선수로 출전한 기록이 있다.
- 장태수는 1982년 신인드래프트 1라운드 4순위로 삼성 라이온즈에 지명되어 신인드래프트를 통해 팀에 입단한 첫 선수가 되었다.
- 정현발과 이만수는 역대 이영민 타격상 수상자들 중 가장 먼저 KBO 리그에 진출했다.
- 천보성은 MBC 청룡과의 개막전에서 1회 초에 팀의 1번 타자로 타석에 들어서 KBO 리그 사상 최초로 타석을 소화한 선수가 되었고, 플라이 아웃으로 물러나 최초로 아웃된 선수로도 기록되었다.
- 황규봉은 MBC 청룡과의 개막전에 선발 투수로 등판해 구단 사상 최초로 등판한 투수가 되었다. 이후 세이브와 세이브포인트 모두 리그 1위를 기록하며 리그 최초의 구원왕에 등극했다.
- 이선희는 MBC 청룡과의 개막전에서 최초로 사구, 고의4구를 내줬고, 끝내기 만루홈런을 허용하여 KBO 리그 사상 최초의 패전 투수가 되었다.
- 성낙수는 3월 31일 삼미 슈퍼스타즈와의 경기에서 구단 사상 첫 승리 투수가 되었다.
- 송진호는 당시 한 경기라도 출전한 투수들 중에서 유일하게 해당 시즌 선발 등판 기록이 없었다. 송진호는 야수로 주로 뛰었기 때문에, 1982 시즌 등판 기록은 4월 15일 롯데 자이언츠와의 경기에서 구원등판한 것이 전부였다.
- 팀은 5월 20일 삼미 슈퍼스타즈와 KBO 리그 사상 첫 야간 경기를 치렀다.
- 이만수는 5월 26일에 KBO 리그 사상 최초로 단일 시즌 100타수를 달성했다.
- 6월 12일 삼미 슈퍼스타즈와의 경기에서 팀은 20대 1로 승리하여 KBO 리그 역대 단일 경기에서 20득점을 한 최초의 팀이 되었다.
- 6월 20일에 열린 삼미 슈퍼스타즈와의 더블헤더 2차전 경기는 7회 강우콜드로 삼성의 승리로 끝났다. 이는 KBO 리그 최초의 강우콜드 게임이다.
- 황규봉은 KBO 올스타전 사상 최초로 10피안타를 기록했으며, KBO 올스타전의 1호 패전 투수가 되었다.
- 이만수는 8월 29일 삼미 슈퍼스타즈와의 경기에서 KBO 리그 사상 최초의 단일 시즌 10병살을 기록했다.
- 황규봉은 KBO 리그 사상 최초로 단일 시즌 10세이브를 달성했다.
- 허규옥은 6타석 차이로 규정 타석을 채우지 못했는데, WAR 2.23으로 해당 시즌 규정 타석 미충족 타자 중 WAR이 가장 높았다.
- OB 베어스와의 한국시리즈 1차전은 무승부로 끝나 KBO 리그 포스트시즌 사상 최초의 무승부 경기가 되었다.
- 한국시리즈 2차전에서 팀이 승리하여 팀은 KBO 리그 최초의 포스트시즌 승리 팀이 되었다. 이선희가 첫 승리, 성낙수가 첫 세이브의 주인공이 되었다.
- 성낙수는 한국시리즈에서 평균자책점 0을 기록하여 단일 포스트시즌에서 평균자책점 0을 기록한 KBO 리그 사상 최초의 투수가 되었다.
- 이선희는 KBO 포스트시즌 사상 최초로 통산 10실점, 10자책점, 10볼넷을 허용한 투수가 되었다.
- 이선희는 KBO 포스트시즌 사상 최초로 통산 100타자를 상대한 투수가 되었다.
- 서정환은 12월 7일에 트레이드를 통해 해태 타이거즈로 이적했다. 이는 KBO 리그 사상 최초의 트레이드다.
- 이만수는 MBC 청룡과의 개막전에서 KBO 리그 역대 최초의 안타와 타점을 기록했다.
- MBC 청룡과의 시즌 최종전은 KBO 리그 사상 최초로 한국시리즈 종료 후에 치러졌다. 삼성 라이온즈는 이 경기에서 성낙수가 최정기에게 대타 끝내기 투런 홈런을 맞아 졌다.
- 이 시즌 팀의 투수들은 2830명의 타자만 상대해 역대 최소 타자 상대 기록을 세웠으며, 618피안타 257실점 211자책점 187볼넷으로 역대 단일 시즌 최소 피안타, 실점, 자책점, 볼넷허용을 기록했다.
- 1983 신인 드래프트에서 구단 사상 첫 1차 지명을 통해 김근석, 김동재, 김시진, 박승호, 양일환, 장효조, 정진호, 홍승규, 황병일을 영입했다. 당시 삼성 라이온즈는 1차 지명한 선수 9명 전원을 입단시키는 데 성공했다. 그러나 2차 지명한 선수인 구영석와 조규식은 모두 입단이 불발되었다.
- 박동경은 1983 신인 드래프트에서 2차 2라운드에 해태 타이거즈의 지명을 받았으나 지명권 양도 계약으로 삼성 라이온즈에 입단했다. 이는 2차 지명을 받은 선수가 지명권 양도 계약으로 입단 팀이 변경된 첫 사례다.

## 같이 보기
- 1982년 OB 베어스 시즌
- 1982년–1989년 MBC 청룡 시즌
- 1982년 해태 타이거즈 시즌
- 1982년 롯데 자이언츠 시즌
- 1982년–1985년 삼미 슈퍼스타즈 시즌